# Université technologique Ladoke Akintola
L'Université technologique Ladoke Akintola (Ladoke Akintola University of Technology, LAUTECH) est un établissement d'enseignement supérieur situé à Ogbomoso, dans l'État d'Oyo, au Nigeria. L'université compte 30 000 étudiants et emploie plus de 3 000 travailleurs, y compris des contractuels.  

## Histoire
En 1987, le gouverneur Tunji Olurin (en), alors gouverneur militaire de l'État d'Oyo (aujourd'hui divisé en deux États: Oyo et Osun), a reçu une demande du conseil d'administration de l'école polytechnique d'Ibadan (en) de créer une université d'État. Il a créé un comité en 1988, qui a recommandé la création de l'Université. Le 13 mars 1990, le gouvernement militaire fédéral du Nigéria a accepté la demande de l'État. L'édit portant création de l'Université d'État de technologie d'Oyo a été signé le 23 avril 1990 par le colonel Oresanya .  
Le premier vice-chancelier de l'université était Olusegun Ladimeji Oke. Pendant ce temps, Moshood Abiola est devenu le premier chancelier en janvier 1991. L'université a commencé sa première session académique le 19 octobre 1990 avec un total de 436 candidats inscrits dans quatre facultés, à savoir les sciences agricoles, les sciences de l'environnement, les sciences de l'ingénieur et de la gestion et les sciences pures et appliquées. Un Collège des sciences de la santé a été créé un an plus tard.  
Le nom de l'Université a été changé pour Ladoke Akintola University of Technology après la séparation de l'État d'Osun de l'État d'Oyo.  

## Campus
L'université compte près de 30 000 étudiants dans sept facultés et un collège.  Pendant deux saisons consécutives, en 2003 et 2004, la Commission des universités nigérianes (NUC) a classé LAUTECH comme la meilleure université d'État du Nigéria.  
Le campus principal est dans l'État d'Oyo. Ce campus est le site de l'administration de l'université, ainsi que le siège de six facultés et l'école de troisième cycle.  Les domaines d'études comprennent les sciences pures et appliquées, la médecine, l'agriculture, l'ingénierie et la technologie et les sciences de l'environnement. 
Un autre campus est situé à Osogbo, qui abrite le College of Health Sciences. Les départements de médecine et de chirurgie, de science de laboratoire médical et de soins infirmiers y sont hébergés. Les étudiants en médecine transitent actuellement entre le Collège des sciences de la santé d'Osogbo et l'hôpital universitaire récemment construit - LAUTECH Teaching Hospital (LTH) - à Ogbomoso, dans l'État d'Oyo.  

## Conflit
La propriété de LAUTECH a toujours été une source de conflit entre les deux États propriétaires (État d'Oyo et État d'Osun), en particulier après que l'État d'Osun a acquis sa propre université. Le gouvernement de l'État d'Oyo veut qu'Osun leur transfère la pleine propriété de l'Université tandis que l'autre partie n'est pas d'accord. Ce conflit s'est intensifié en 2010 sous les administrations de l'ancien gouverneur Adebayo Alao-Akala de l'État d'Oyo et de son ancien homologue l'ancien gouverneur Olagunsoye Oyinlola de l'État d'Osun. La querelle qui était soupçonnée d'avoir été déclenchée par des intérêts politiques a finalement été résolue après une série d'interventions d'icônes politiques notables et de la Commission des universités nationales du Nigéria. Aujourd'hui, l'école est toujours contrôlée par les gouvernements des États d'Oyo et d'Osun et les priorités d'admission sont accordées aux ressortissants des deux États du sud-ouest du Nigéria. 

## Emplacement
Le campus principal de l'école est situé au gouvernement local d'Ogbomoso Nord, Ogbomoso, État d'Oyo, Nigéria avec la coordonnée géographique 8 ° 8 '0 "Nord, 4 ° 16' 0" Est. C'est là que se déroulent la majeure partie de l'enseignement et de la recherche de l'Université. Le campus Ogbomoso abrite également l'administration centrale de l'Université. Le campus Ogbomoso compte cinq facultés et l'école de troisième cycle où des cours sont dispensés dans divers domaines des sciences pures et appliquées, de la médecine, de l'agriculture, de l'ingénierie et de la technologie, des sciences de l'environnement. Le campus du College of Health Science est situé à Osogbo, la capitale de l'État d'Osun, au Nigéria. Le campus d'Osogbo abrite l'étude clinique de 3 ans pour les étudiants en MBBS, en sciences de laboratoire médical et en sciences infirmières (les années d'études précliniques de ces cours se déroulent sur le campus principal à Ogbomoso). Il est situé à Isale Osun, Osogbo. La première porte du campus principal est située le long de la route Old Ogbomosho-Ilorin tandis que l'autre entrée se trouve dans la zone Under G.

## Anciens étudiants notables
- l'artiste Peju Alatise
- Seyi Olofinjana
- Temmie Ovwasa, chanteuse LGBT